# 포항 보경사 서운암 부도군
포항 보경사 서운암 부도군(浦項 寶鏡寺 瑞雲庵 浮屠群)은 대한민국 경상북도 포항시 북구 송라면에 위치한 보경사 서운암에 있는 승탑이다. 2013년 7월 11일 경상북도의 유형문화재 제478호로 지정되었다.

## 개요
이 부도군은 15세기 초반~19세기 초반에 걸쳐 보경사 및 서운암의 고승들을 모신 묘원(墓園)의 성격을 띠고 있다. 경북 동해안 지역에서 이와 같이 10기(基)가 넘는 부도가 한 장소에 보존되어 있는 경우는 없을 뿐 아니라 완형(完型)이고, 양식적으로 볼 때 영남지역의 부도양식을 대변하고 있는 것으로 파악된다.

## 현지 안내문
서운암은 1215년 원진국사가 보경사를 중창할 때 산내의 아홉개 암자의 하나로 창건하였다고 한다. 1662년 보경사 중건 때 서운암도 함께 중건되었고, 1898년 중수하였다고 전한다. 확인되는 부도는 계영당부도, 동보대선사부도, 송계당부도, 오암당부도, 청파당부도, 해봉당부도, 회적당부도, 신진당부도, 청심당부도이며, 부도비는 계영당부도비, 동봉대선사부도비(1625), 오암당부도비(1793)의 3기가 한 영역 안에 있다.
이 부도군은 15세기 초반 ~ 19세기 초반에 걸쳐 보경사 및 서운암의 고승들을 모신 묘원의 성격을 띠고 있다. 경북 동해안 지역에서 이와 같이 10기가 넘는 부도가 한 장소에 보존되어 있는 경우는 없을 뿐 아니라 완형이고, 양식적으로 볼 때 영남지역의 부도양식을 대변하고 있는 것으로 파악된다.

## 참고 자료
- 포항 보경사 서운암 부도군 - 국가유산청 국가유산포털